# 1882 en sport
Cet article présente les faits marquants de l'année 1882 en sport.

## Athlétisme
- Avril : fondation à Paris du club du Racing Club, futur RCF.
- 7e édition du championnat britannique de cross-country à Roehampton. Walter George s’impose en individuel ; Moseley Harriers enlève le titre par équipe.
- 3e édition des championnats AAA d'athlétisme de Grande-Bretagne.
  - William Philips remporte le 100 yards.
  - Henry Ball le 440 yards.
  - Walter George le 880 yards, le mile, le 4 miles et le 10 miles.
  - Thomas Crelin le steeplechase ; Samuel Palmer le 120 yards haies.
  - RF Houghton le saut en hauteur (1,71 m).
  - Tom Ray le saut à la perche (3,20 m).
  - L’Irlandais Thomas Malone le saut en longueur (6,64 m).
  - George Ross le lancer du poids (12,90 m).
  - Edmunds Baddeley le lancer du marteau (29,36 m).
  - Henry Whyatt le 7 miles marche.
- 7e édition des championnats d'athlétisme des États-Unis.
  - Waldron remporte le 100 yards.
  - Henry Brooks le 200 yards.
  - Lon Myers le 440 yards.
  - William Goodwin le 880 m.
  - Harry Fredericks le mile.
  - Tom Delaney le 5 miles.
  - James Tivey le 120 yards haies.
  - Alfred Carroll le saut en hauteur (1,70 m).
  - BF Richardson le saut à la perche (3,05 m).
  - John Jenkins le saut en longueur (6,54 m).
  - Franck Lambrecht le lancer du poids (12,13 m) et le lancer du marteau (28,35 m).

## Aviron
- 1er avril : The Boat Race entre les équipes universitaires d'Oxford et de Cambridge. Oxford s'impose[1].
- 30 juin : régate universitaire entre Harvard et Yale. Harvard s'impose[2].

## Baseball

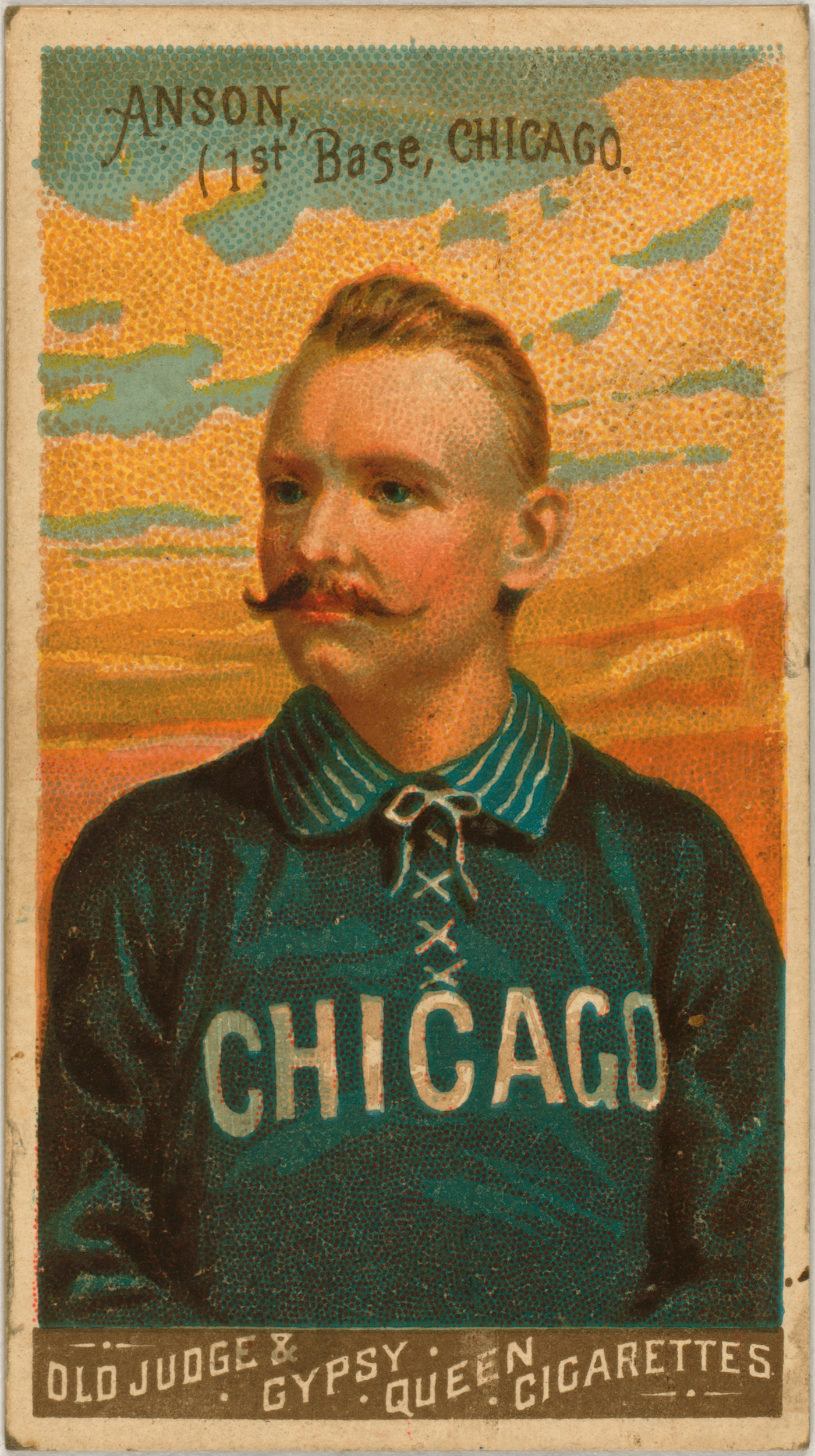
Cap Anson

- 7e édition aux États-Unis du championnat de baseball de la Ligue nationale. Les Chicago White Stockings s’imposent avec 55 victoires et 29 défaites.
- Première édition aux États-Unis du championnat de baseball de l'American Association (6 clubs). Les Cincinnati Red Stockings s’imposent avec 55 victoires et 25 défaites.
- 31 mai : plus de 10 000 spectateurs assistent à la rencontre universitaire entre Yale et Princeton au Polo Grounds de New York.
- 24 juin : l'arbitre de la Ligue nationale Dick Higham est exclu du corps arbitral en raison de ses rapports avec des parieurs. C'est un cas unique dans les annales des Ligues majeures.
- 17 août : match d'anthologie entre Providence et Détroit remporté par Détroit 1-0 en 18 manches. Charles Radbourn marque le point gagnant sur un coup de circuit. Cette rencontre reste la plus longue disputée en ligues majeures jusqu'au 1er septembre 1967.
- 28 septembre : six spectateurs payants présents à l'occasion d'une rencontre de Worcester. C'est la plus faible affluence en Ligue majeure.
- 6 octobre : le champion de l'American Association (Cincinnati Red Stockings) bat le champion de la Ligue nationale (Chicago White Stockings), 4-0.
- 7 octobre : le champion de la Ligue nationale (Chicago White Stockings) bat le champion de l'American Association (Cincinnati Red Stockings), 2-0. La suite de la série de cinq matchs est annulée.

## Boxe
- 7 février : John L. Sullivan bat Paddy Ryan en  neuf round dans le Mississippi  pour réclamer le championnat de l'Amérique poids lourd. Ce combat est le dernier sous les règles de pugilat. Sullivan combattra de plus en plus selon des règles de Queensberry et utilisera des gants[3].

## Cricket
- 31 décembre/4 janvier : premier des quatre test-matchs de la tournée australienne de l’équipe anglaise de cricket. Match nul entre l’Australie et l’Angleterre.
- 17/21 février : deuxième des quatre test-matchs de la tournée australienne de l’équipe anglaise de cricket. L’Australie bat l’Angleterre par 5 wickets.

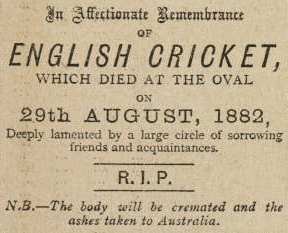
Sporting Times

- 3/7 mars : troisième des quatre test-matchs de la tournée australienne de l’équipe anglaise de cricket. L’Australie bat l’Angleterre par six wickets.
- 10/14 mars : quatrième et dernier des test-matchs de la tournée australienne de l’équipe anglaise de cricket. Match nul entre l’Australie et l’Angleterre. L’Australie remporte la série par 2-0.
- 28/29 août : test-match de l’équipe d’Australie de cricket en Angleterre. L’Australie bat l’Angleterre par 7 runs. Cette victoire historique des Aussies est à l’origine du défi nommé « Ashes » entre Australiens et Anglais en référence à l’article publié dans le Sporting Times sous forme d’annonce de décès : En souvenir affectueux du Cricket Anglais, qui est mort sur le terrain de l’Oval le 29 août 1882, pleuré par tous ces nombreux amis et connaissances, repose en paix. NB : le corps sera incinéré et les cendres (ashes) seront transportées en Australie.
- Le Lancashire County Cricket Club et le Nottinghamshire County Cricket Club sont sacrés champions en Angleterre[4].

## Crosse
- Fondation aux États-Unis de l'Intercollegiate Lacrosse Association.

## Cyclisme
- Fondation à Troyes du journal sportif, La Revue Vélocipédique.

## Escrime
- Fondation à Paris de la Société des Salles d’Armes de France.

## Football
- La FA autorise désormais le remboursement des frais pour les joueurs concernant les rencontres de la FA Cup, mais interdit le professionnalisme dont l’usage se répand pourtant inexorablement…
- 25 mars : finale de la 11e FA Challenge Cup (73 inscrits). Old Etonians 1, Blackburn Rovers 0. 6 500 spectateurs au Kennington Oval.
- 1er avril : À Glasgow (First Cathkin Park), finale de la 9e édition de la Coupe d'Écosse. Queen's Park s'impose face à Dumbarton, 4-1. 14 000 spectateurs.
- Mai : le club anglais de Burnley Rovers fondé un an plus tôt abandonne la pratique du rugby pour celle du football.
- Fondation du club de football anglais de Hotspur Football Club (futur Tottenham Hotspur, dès 1884).
- 6 décembre : fondation de l'International Board de football, gardien des lois du jeu.

## Football australien
- Geelong Football Club remporte le championnat de la Victorian Football League.
- Norwood champion de South Australia. Est-Sydney champion de NSW.

## Golf
- 30 septembre : Robert Ferguson remporte l'Open britannique à l'Old Course de St Andrews[5].

## Jeu de paume
- Inauguration de la première salle de jeu de paume en Australie.

## Joute nautique
- J. Marques (dit lou gnetou) remporte le Grand Prix de la Saint-Louis à Cette[6].

## Judo
- Codification du Judo au Japon par Jigorō Kanō. L’étudiant japonais Jigorō Kanō, peu satisfait par le ju-jitsu, enseigne un nouvel art, qu’il nomme la « Voie de la souplesse », le judo, qui se diffuse très vite dans tout le pays.

## Patinage sur glace
- À l’occasion de la première compétition de patinage artistique à Vienne, le patineur Norvégien Axel Paulsen invente la figure de l’Axel. Malgré cette innovation, c’est l’Autruchien Leopold Frey qui est sacré.

## Rugby à XV
- 6 février : match nul entre l’Angleterre et l’Irlande à Dublin.
- 4 mars : l’Écosse bat l’Angleterre à Manchester.
- 16 décembre : l’Angleterre bat le Pays de Galles à St-Helen’s.

## Sport hippique
- Angleterre : Shotover gagne le Derby d'Epsom[7].
- Angleterre : Seaman gagne le Grand National[8].
- Irlande : Sortie gagne le Derby d'Irlande[9].
- France : Dandin et St-James (égalité) gagnent le Prix du Jockey Club[10].
- France : Mademoiselle de Senlis gagne le Prix de Diane[11].
- Australie : The Assyrian gagne la Melbourne Cup[12].
- États-Unis : Appolo gagne le Kentucky Derby[13].
- États-Unis : Forester gagne la Belmont Stakes[14].

## Tennis
- 8/17 juillet : 6e édition du Tournoi de Wimbledon. L’Anglais William Renshaw s’impose en simple hommes.
- 30 août/2 septembre : 2e édition du championnat des États-Unis. L’Américain Richard Sears s’impose en simple hommes.

## Naissances
- 2 janvier : Fernand Canelle, footballeur français. († 12 septembre 1951).
- 5 janvier : Dorothy Levitt, pilote de course automobile anglaise. († 17 mai 1922).
- 12 janvier : André Puget, footballeur français.(† 9 mai 1915).
- 19 janvier : Pierre Allemane, footballeur français. († 24 mai 1956).
- 26 janvier : André Rischmann, joueur de rugby à XV français. († 9 novembre 1955).
- 2 février : Leonard Meredith, cycliste sur piste et sur route britannique. († 27 janvier 1930).
- 5 février : Louis Wagner, pilote de courses automobile français. († 13 mars 1960).
- 6 février : Walter Jakobsson, patineur artistique de couples finlandais. († 10 juillet 1957).
- 9 février : Arthur Duray, pilote de course automobile franco-américain. († 10 février 1954).
- 6 mars : Gaston Delaplane, rameur français. († 12 décembre 1977).
- 15 mars : Jim Lightbody, athlète de demi-fond et de steeple américain. († 2 mars 1953).
- 24 mars : Marcel Lalu, gymnaste français. († ? avril 1951).
- 1er avril : Paul Anspach, épéiste belge. († 28 août 1981).
- 4 avril : Harold Hardman, footballeur anglais. († 9 juin 1965).
- 13 avril : Augustin Ringeval, cycliste sur route français. († 5 juillet 1967).
- 24 avril : Arthur Turner, footballeur anglais. († 1er décembre 1960).
- 29 avril : Tom Richards, joueur de rugby à XV australien. († 25 septembre 1935).
- 5 mai : Maurice Peeters, cycliste sur piste néerlandais. († 6 décembre 1957).
- 7 mai : Alfred Verdyck, footballeur puis entraîneur belge. († 30 juillet 1964).
- 10 mai : Donatien Bouché, régatier français. († ? 1965).
- 16 mai : 
  - Francesco Calì, footballeur puis entraîneur italien. († 3 septembre 1949).
  - Simeon Price, golfeur américain. († 16 décembre 1945).
- 29 mai : André Pottier, cycliste sur route français. († 29 juillet 1976).
- 30 mai : Wyndham Halswelle, athlète de sprint britannique. († 31 mars 1915).
- 9 juin : Bobby Kerr, athlète de sprint canadien. († 12 mai 1963).
- 18 juin : Richard Johansson, patineur artistique suédois. († 24 juillet 1952).
- 24 juin : Carl Diem, pédagogue, théoricien du sport et de l'éducation physique allemand. († 17 septembre 1962).
- 29 juin : Henry Hawtrey, athlète de fond britannique. († 16 novembre 1961).
- 17 juillet : Oswald Holmberg, gymnaste artistique suédois. († 11 février 1969).
- 11 août : Walter Streule, footballeur suisse. († ?).
- 26 août : 
  - Carlo Galetti, cycliste sur route italien. († 2 avril 1949).
  - Billy Hampson, footballeur puis entraîneur anglais. († 24 février 1966).
- 29 août : André Renaux, footballeur français. († ?).
- 24 septembre : Max Decugis, joueur de tennis français. († 6 septembre 1978).
- 25 septembre : Charles Simon, dirigeant de football français.  († 15 juin 1915).
- 27 septembre : Dorothy Greenhough-Smith, patineuse artistique individuelle britannique. († 9 mai 1965).
- 4 octobre : Oskar Nielsen-Nørland, footballeur danois. († 18 mai 1941).
- 16 octobre : Jimmy Hogan, footballeur puis entraîneur anglais. († 30 janvier 1974).
- 18 octobre : Lucien Petit-Breton, cycliste sur route français. († 20 décembre 1917).
- 22 octobre : René Fenouillère, footballeur français. († 4 novembre 1916).
- 29 octobre : Jenő Fuchs, sabreur hongrois. († 14 mars 1955).
- 4 novembre : Frank McGee, hockeyeur sur glace canadien. († 16 septembre 1916).
- 17 novembre : Maurice Germot, joueur de tennis français. († 6 août 1958).
- 23 novembre : Fernand Augereau, cycliste sur route français. († 26 juillet 1956).
- 3 décembre : Giovanni Rossignoli, cycliste sur route italien. († 27 juin 1954).
- 10 décembre : Louis Wilkins, athlète de sauts américain. († 6 avril 1950).
- 19 décembre : Ralph DePalma, pilote de courses automobile italo-américain. († 31 mars 1956).
- 26 décembre : Louis Heusghem, cycliste sur route belge. († 26 août 1939).
- ? : Jock Walker, footballeur écossais. († 16 décembre 1968).